# پاول استریت (اورگن)
پاول استریت (به انگلیسی: St. Paul) شهری در شهرستان وسکو ایالت اورگن است و در سرشماری سال ۲۰۱۱ میلادی، ۴۱۸ نفر جمعیت داشته که نسبت به سال ۲۰۱۰، −۰٫۲۴ درصد رشد جمعیت داشته‌است.